# Молта (Охајо)
Молта (енгл. Malta) град је у америчкој савезној држави Охајо.

## Демографија
По попису из 2010. године број становника је 671, што је 25 (-3,6%) становника мање него 2000. године.
| Група             | 2000.       | 2010.       |
| Белци             | 631 (90,7%) | 610 (90,9%) |
| Афроамериканци    | 40 (5,7%)   | 27 (4,0%)   |
| Азијати           | 2 (0,3%)    | 0 (0,0%)    |
| Хиспаноамериканци | 1 (0,1%)    | 2 (0,3%)    |
| Укупно            | 696         | 671         |